# Оболонье (Черниговская область)
Оболо́нье (укр. Оболоння) — село в Коропском районе Черниговской области Украины. Население — 897 человек. Занимает площадь 8,24 км². Расположен православный храм и памятник архитектуры национального значения Церковь Рождества Богородицы.
Код КОАТУУ: 7422285501. Почтовый индекс: 16223. Телефонный код: +380 4656.

## Власть
Орган местного самоуправления — Оболонский сельский совет. Почтовый адрес: 16223, Черниговская обл., Коропский р-н, с. Оболонье, ул. Атаханова, 2.